# 안자이 카렌
안자이 가렌(일본어: 安斉 かれん, 1999년 8월 15일~)은 일본의 여성 가수 , 작사가이자, 배우 , 모델이다.